# Pymatuning South, Pennsylvania
Pymatuning South, Pennsylvania (енгл. Pymatuning South) насељено је место без административног статуса у америчкој савезној држави Пенсилванија.

## Демографија
По попису из 2010. године број становника је 479, што је 12 (2,6%) становника више него 2000. године.
| Група             | 2000.       | 2010.       |
| Белци             | 462 (98,9%) | 470 (98,1%) |
| Афроамериканци    | 0 (0,0%)    | 0 (0,0%)    |
| Азијати           | 1 (0,2%)    | 4 (0,8%)    |
| Хиспаноамериканци | 0 (0,0%)    | 2 (0,4%)    |
| Укупно            | 467         | 479         |